# Franz Jägerstätter

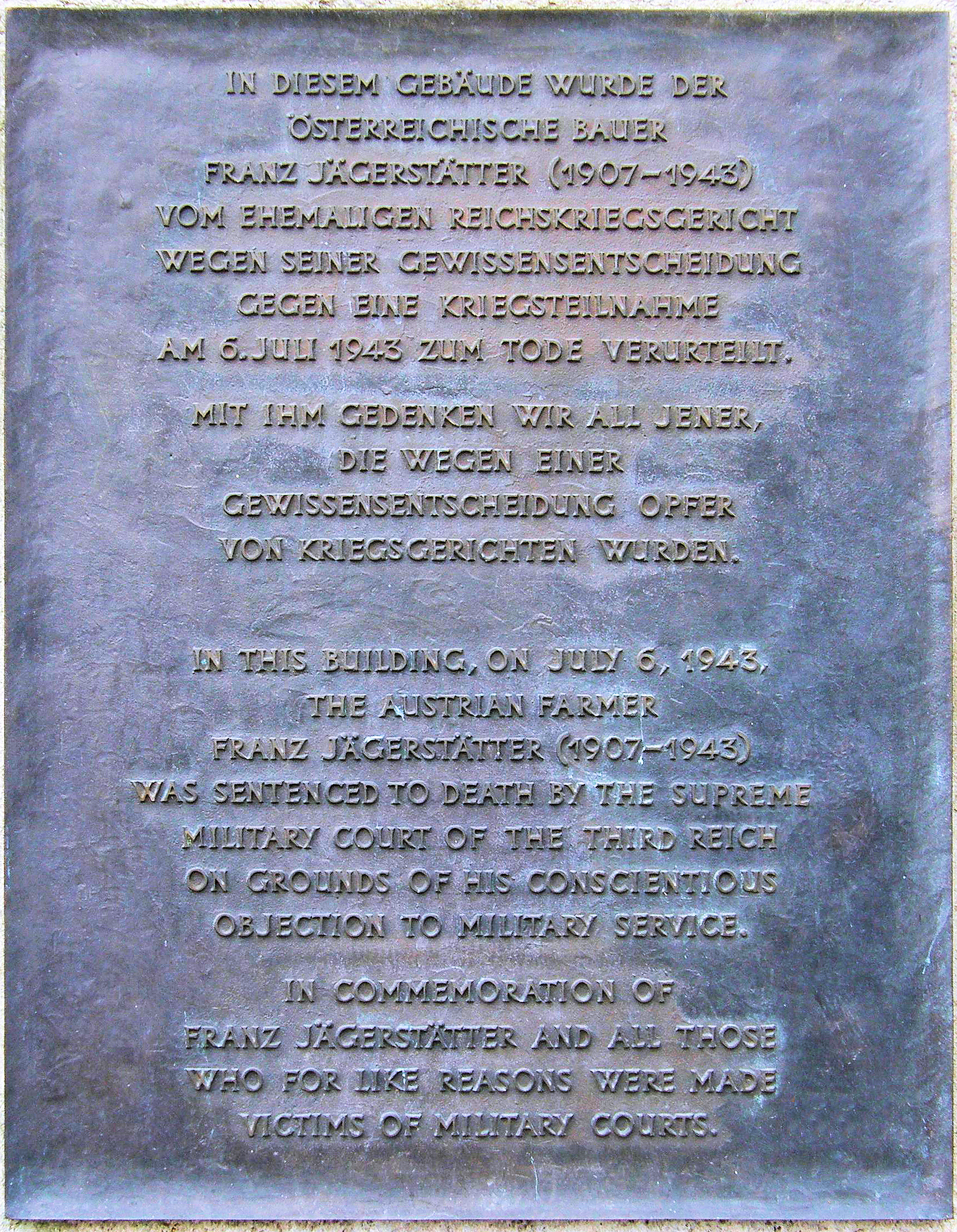

Franz Jägerstätter (Sankt Radegund, distrito de Braunau am Inn, Alta Austria, 20 de mayo de 1907 – Ciudad de Brandeburgo, Brandeburgo, 9 de agosto de 1943), nacido Franz Huber, fue un campesino austríaco. Cuando Hitler convocó el plebiscito del 10 de abril de 1938 para legitimar el Anschluss —la anexión de Austria a la Alemania nazi—, Franz fue el único de su pueblo en votar en contra. En 1943, ya avanzada la Segunda Guerra Mundial, presentó una objeción de conciencia frente al régimen nazi: se negó a luchar de forma activa a favor del Tercer Reich en el marco de la Wehrmacht. Su solicitud de servir como paramédico fue ignorada. Sentenciado a muerte, murió guillotinado en la prisión de Brandenburgo-Gorden. 
Fue declarado beato por la Iglesia católica durante el pontificado de Benedicto XVI.

## Biografía
Nació en Sankt Radegund, Austria, cerca de Salzburgo. Hijo ilegítimo de Rosalía Huber y Franz Bachmeier, fue criado por su abuela materna: Elisabeth Huber. Su padre natural murió en la Primera Guerra Mundial, y Franz fue adoptado por el nuevo esposo de su madre, Heinrich Jägerstätter.
En su pueblo, Jägerstätter se ganó la reputación de iracundo, y en 1933, tuvo una hija sin casarse: Hildegard Auer.
En 1936, se casó con Franziska Schwaninger, visitando Roma en viaje de bodas, momento en el que abrazó de forma convencida la fe católica. Cuando la Alemania nazi se anexionó Austria por medio del Anschluss de 1938, Jägerstätter fue el único de su pueblo en votar en contra de la medida de anexión. También se resistió a ser reclutado y mantuvo abiertamente una posición antinazi.
En febrero de 1943, Jägerstätter fue llamado a alistarse, y, al negarse, fue arrestado y encarcelado en Linz y llevado a Berlín para juicio. Fue condenado a la guillotina y ejecutado en la prisión de Brandenburgo-Gorden el 9 de agosto de 1943, a los 36 años. Dejó a su mujer con tres hijas, la menor de ellas con solo seis años cuando fue ejecutado.
En junio del 2007, el papa Benedicto XVI autorizó su beatificación, la que tuvo lugar en Linz. En la ceremonia, estuvieron presentes su viuda, de 94 años, y sus tres hijas.

## Publicaciones en castellano
- Franz Jägerstätter, Resistir al mal. Cartas y escritos de la prisión, Encuentro, Madrid, 2022, 356 pp.[4]